# Svartkläpparna
Svartkläpparna är öar nära Kirjais i Nagu,  Finland. De ligger i Skärgårdshavet i Pargas stad i landskapet Egentliga Finland, i den sydvästra delen av landet. Öarna ligger omkring 4 kilometer sydost om Kirjais, 12 kilometer sydost om Nagu kyrka, 41 kilometer söder om Åbo och omkring 160 kilometer väster om Helsingfors. Närmaste allmänna förbindelse är förbindelsebryggan vid Grötö som trafikeras av M/S Nordep och M/S Cheri.
Arean för den av öarna koordinaterna pekar på är 0,6 hektar och dess största längd är 140 meter i öst-västlig riktning. Närmaste större samhälle är Nagu, 11,5 km nordväst om Svartkläpparna.